# جيرنوت رول
جيرنوت رول (9 أبريل 1939 - 12 نوفمبر 2020)، هو مصور سينمائي من ألمانيا. ولد في مدينة درسدن.

## جوائز
حصل على جوائز منها:
- صليب وسام الاستحقاق من جمهورية ألمانيا الاتحادية.

## وصلات خارجية
- جيرنوت رول على موقع IMDb (الإنجليزية)
- جيرنوت رول على موقع مونزينجر (الألمانية)
- جيرنوت رول على موقع قاعدة بيانات الأفلام العربية
- جيرنوت رول على موقع ألو سيني (الفرنسية)
- جيرنوت رول على موقع أول موفي (الإنجليزية)
- جيرنوت رول على موقع قاعدة بيانات الأفلام السويدية (السويدية)
- جيرنوت رول على موقع قاعدة بيانات الفيلم (الإنجليزية)
- جيرنوت رول على موقع كينوبويسك (الروسية)